# الجالية العراقية في النرويج

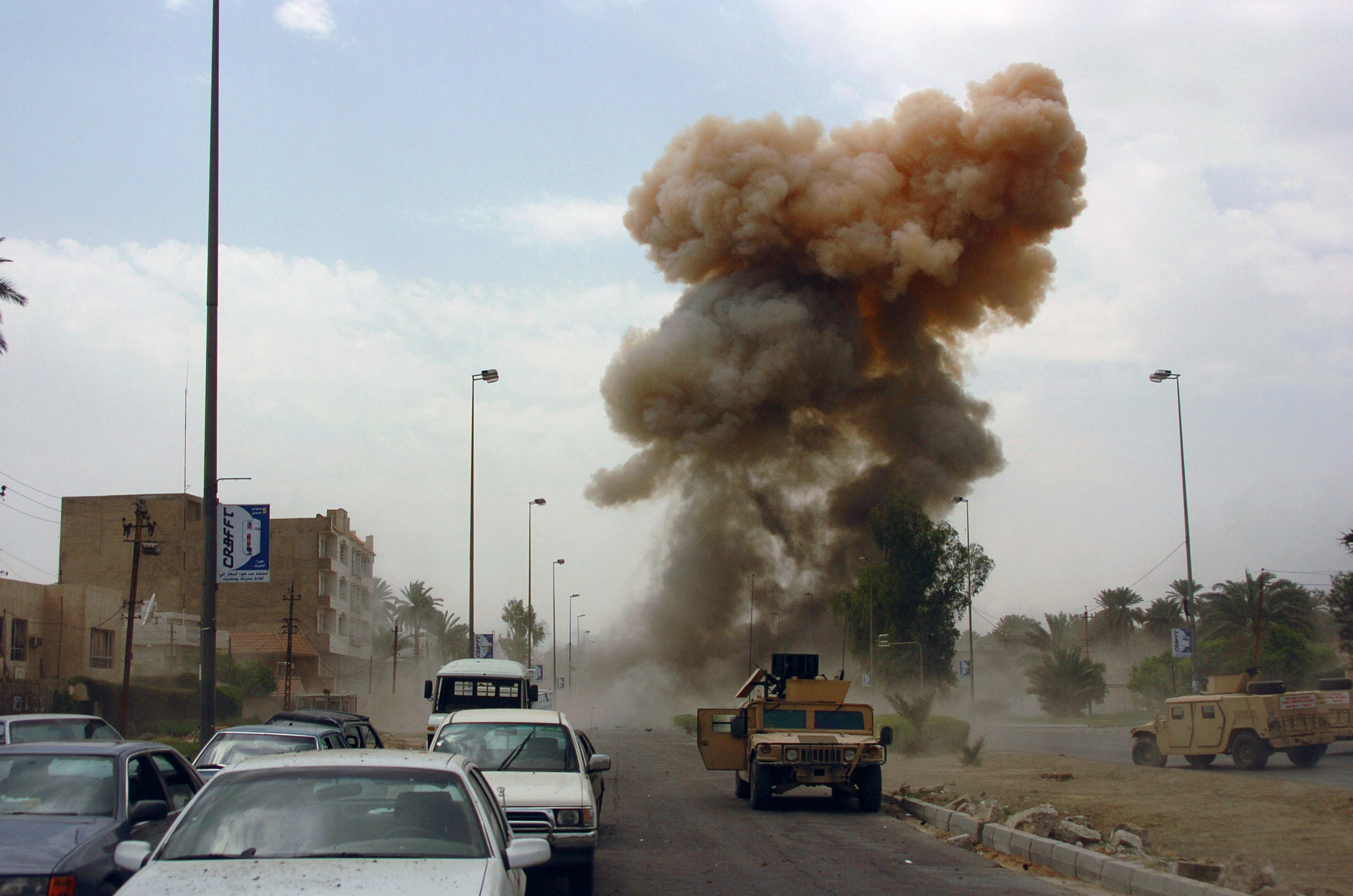

الجالية العراقية في النرويج ازدادت بشكل ملحوظ في السنوات الأخيرة بسبب العنف في العراق وأصبحت رابع أكبر جالية في النرويج بعد الجالية البولندية والباكستانية والسويدية.

## التركيبة السكانية
في عام 2009 اعلنت منظمة Statistisk sentralbyrå النرويجة للإحصائيات ان هنالك 54،000
```
عراقي في 
النرويج
.
[
3
]
```

ومن بين عام 1996 و2004 تمت 179 حالة زواج من بين رجال عراقيين ونساء نرويجيات.
ومعظم الجالية العراقية جديدة في النرويج حيث أن نسبة 80% منهم عاش اقل من 10 سنوات في النرويج.